# 미데스 오아시스
미데스(Midès, 미다스(Midas)라고도 불림)는 튀니지에 있는 산 속의 오아시스이다. 고대 마데스는 주교 관구였으며, 라틴 가톨릭의 명예 교구로 남아있다.

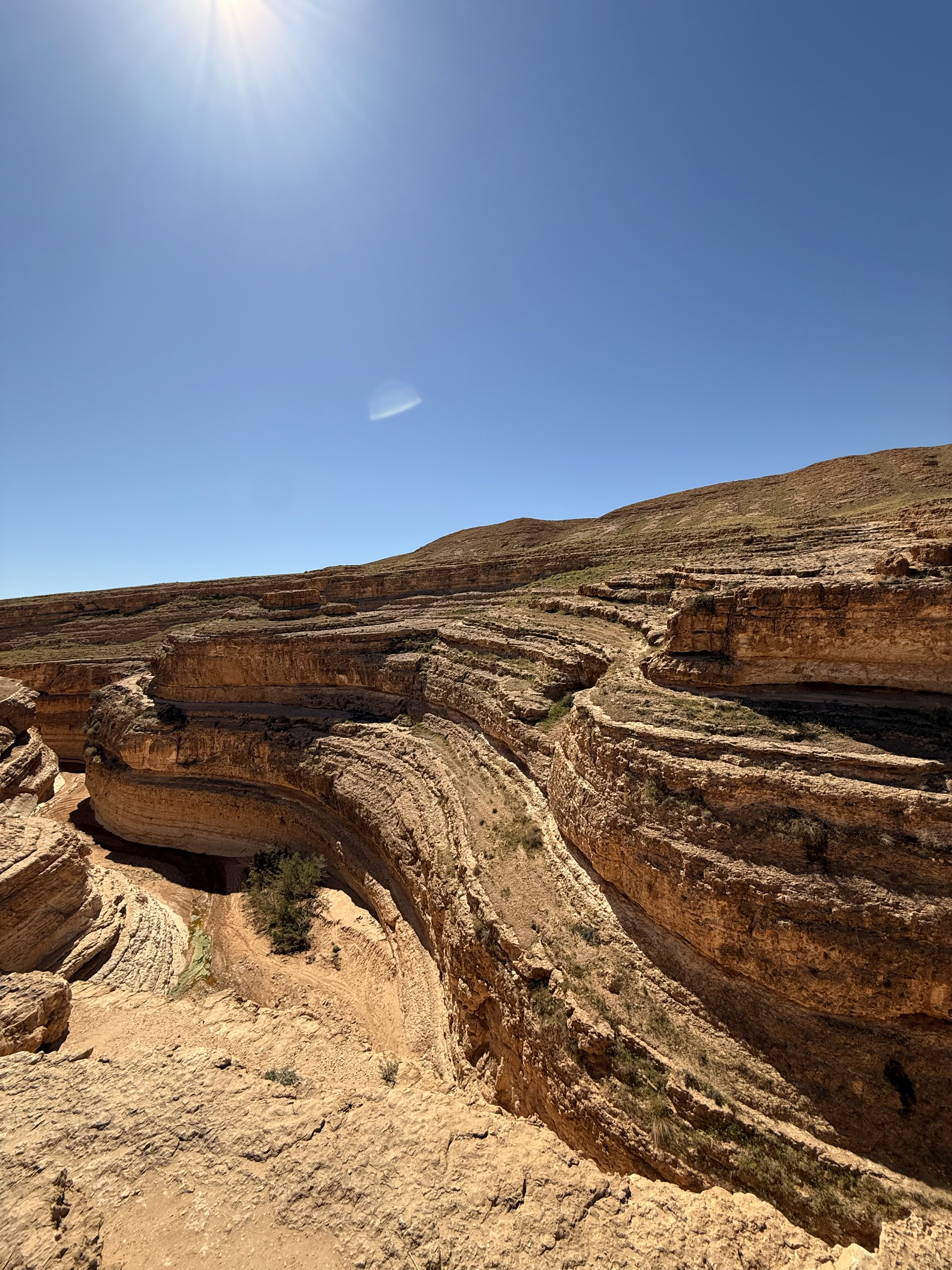
미데스 협곡

## 현대 도시
이곳에는 아름다운 협곡과 버려진 마을이 있다. 알제리와의 국경 근처 구릉 지대에 위치하며, 타메르자에서 6km 떨어져 있다.
이 협곡은 레이더스 (영화)와 잉글리쉬 페이션트 영화 촬영에 사용되었다.

## 역사
마데스는 누미디아의 로마의 속주에서 교황의 영향권 내에서 보좌 교구가 될 만큼 중요했던 많은 도시 중 하나였다.
역사적으로 유일하게 기록된 주교인 페트루스는 484년 반달 왕국의 통치자 후네리크가 카르타고에서 소집한 시노드에 참여했으며, 그 후 많은 가톨릭 주교들처럼 추방되었다. 그들과는 달리 도나투스주의 이단자들은 그러하지 않았다.

## 명예 교구
이 교구는 1933년에 마데스(라틴어 = 쿠리아 이탈리아어) / 마덴시스(라틴어 형용사)의 명예 주교 관구로 명목상 복원되었다.
이 교구는 현재까지 다음의 적절한 주교(최하위) 계급의 재직자들을 배출했다.
- 앙투안 그라울스, 백인 선교사회(M. Afr.) (벨기에 출생) (1936.12.23 – 1959.11.10)로 우룬디 대목구(부룬디)의 마지막 교황 대리 (1936.12.23 – 1949.07.14)였으며, 이후 키테가 대목구(부룬디)의 교황 대리 (1949.07.14 – 1959.11.10)로 재명명되었다. 다음으로 (교구) 기테가 대교구(부룬디)의 첫 번째 대도시 대주교로 승진 (1959.11.10 – 1967.10.16 은퇴). 명예 대주교로 기루 마르첼리 (1967.10.16 – 1986.07.26 사망)
- 미겔 파테르나인, 구속주회(C.SS.R.) (1960.02.27 – 1960.09.21)는 은퇴 후; 이전에 멜로 교구(우루과이)의 주교 (1929.04.20 – 1931.08.11)였다가, 첫 번째 플로리다-멜로 교구의 주교 (1931.08.11 – 1955.11.15), 플로리다 교구(우루과이)의 주교 (1955.11.15 – 1960.02.27)가 되었다. 다음으로 아크리다의 명예 대주교로 '승진' (1960.09.21 – 1970.10.19)
- 제라우두 클라우지우 루이스 미셸레투 펠란다, 수난회(C.P.) (1960.11.09 – 1965.03.20)는 폰타 그로사 교구(브라질)의 보좌 주교 (1960.11.09 – 1965.03.20)였다. 다음으로 폰타 그로사 교구의 주교직을 계승 (1965.03.20 – 1991.01.02 사망)
- 호세 헤르만 베나비데스 모리베론 (1968.11.30 – 1976.03.19)은 아레키파 대교구(페루)의 보조 주교 (1968.11.30 – 1976.03.19 은퇴)였으며, 1985년에 사망했다. 이전에 차차포야스 교구(페루)의 주교 (1958.08.28 – 1968.11.30)였다.
- 요제프 판 테 힌 (1976.04.14 – 1985.11.14)은 흥화 교구(베트남)의 보좌 주교 (1976.04.14 – 1985.11.14)였다. 다음으로 흥화 교구의 주교직을 계승 (1985.11.14 – 1989.01.22 사망)
- 안토니오 모레노 카사미트하 (1986.04.22 – 1989.10.14)는 산티아고(데 칠레) 대교구(칠레)의 보조 주교 (1986.04.22 – 1989.10.14)였다. 다음으로 콘셉시온 대교구(칠레)의 수도 대주교 (1989.10.14 – 2006.12.27 은퇴)가 되었으며, 2003년에 사망했다.
- 라파엘 랴노 시푸엔테스 (1990.04.04 – 2004.05.12)는 리우데자네이루의 상 세바스티앙 대교구(브라질)의 보조 주교 (1990.04.04 – 2004.05.12)였다. 다음으로 노바 프리부르구 교구(브라질)의 주교 (2004.05.12 – 2010.01.20 은퇴)
- 조제 란사 네투 (2004.06.23 – 2007.06.13)는 론드리나 대교구(브라질)의 보조 주교 (2004.06.23 – 2007.06.13)였다. 다음으로 과슈페 교구(브라질)의 주교 (2007.06.13 – ...)
- 발렌틴 레이노소 이달고, 성심 선교사(M.S.C.) (2007.10.22 – ...), 산티아고 데 로스 카바예로스 대교구(도미니카 공화국)의 보조 주교 (2007.10.22 – ...).

## 같이 보기
- 튀니지의 가톨릭 교구 목록
- 미데스 협곡은 스나이퍼 엘리트 III의 여덟 번째 (마지막) 임무이다.